# Karl Bremer
Pour les articles homonymes, voir Bremer.
Karl Bremer (1885-1953) est un médecin et un homme politique sud-africain, membre du parti national, député de Graaff-Reinet (1924-1925 puis 1929-1943), de Stellenbosch (1943-1948), de Ceres (1951-1953) et de Vasco (1953). Il est ministre de la santé et des affaires sociales de 1951 à 1953.

## Origines et études
D'ascendance germanique, plus jeune d'une famille de 7 enfants, Karl Bremer est né le 27 avril 1885 à Hopefield dans la colonie du Cap. Son père, un médecin, décède à l'âge de 45 ans alors que son fils n'a que 8 ans. Sa mère s'installe alors avec ses enfants à Wellington où Karl est scolarisé au Huguenot College.
En 1903, il commence des études au collège Victoria (actuelle université de Stellenbosch). Diplômé avec mention en botanique, il obtient une bourse scolaire qui lui permet de poursuivre des études de médecine en Angleterre.

## Un médecin réputé
Diplômé en 1909, il est d'abord médecin dans un hôpital pour enfants de Londres avant de revenir à Cradock en Afrique du Sud auprès de sa mère malade. Il y ouvre un cabinet de médecine avant d'être engagé comme médecin des armées sur le front de l'est-africain pendant la Première Guerre mondiale.
Il est ensuite nommé inspecteur médical des écoles de la province du Cap. Il est médecin au Cap durant l'épidémie de grippe de 1918 puis en février 1919, ouvre un cabinet médical à Graaff-Reinet où il est notamment à l'initiative de la création d'une association d'aide aux enfants.

## Un médecin et député du parti national

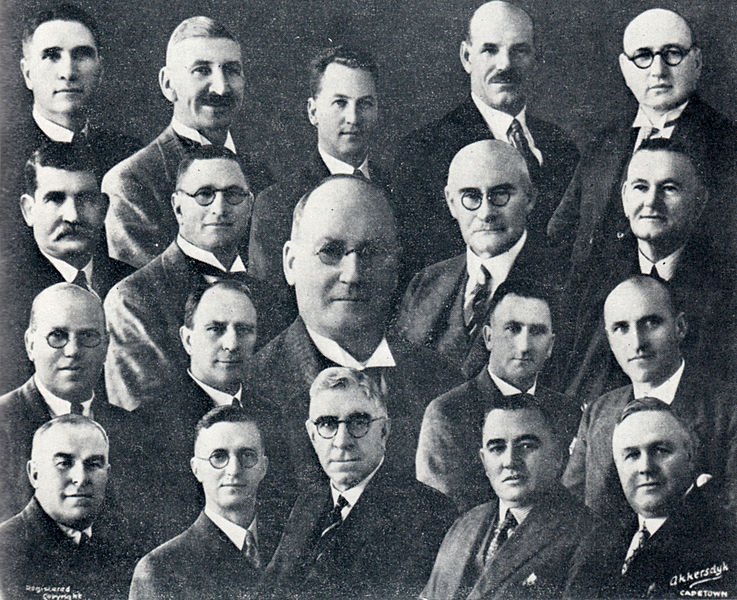
Groupe des députés du parti national en 1935 : Karl Bremer est au second rang, le deuxième en partant de la gauche

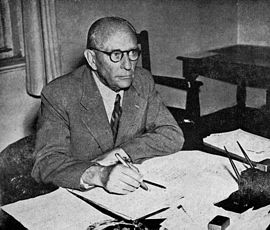
Karl Bremer

Président de la branche locale du parti national, il est élu membre du conseil provincial en 1920 et en 1924 est élu député de Graaff-Reinet. Il démissionne l'année suivante, estimant ne pouvoir cumuler son mandat électif avec sa profession de médecin.
De 1928 à 1945, il préside le conseil de santé publique.
En 1929, Bremer est sollicité pour de nouveau se présenter à la députation. Il accepte et est réélu député dans la même circonscription de Graaff-Reinet.
Spécialisé dans les maux de gorges, oreilles et nez, il devient chirurgien ORL et s'installe au Cap en 1931 tout en demeurant député de Graaff-Reinet où il se fait réélire lors des élections de 1933 et de 1938.
En 1943, il change de circonscription et se fait élire député de Stellenbosch. Il devient également président du conseil médical de l'Union Sud-Africaine.
Il prend sa retraite de médecin en 1947 pour des raisons de santé. Il est victime notamment d'une attaque cérébrale provoquant une aphasie temporaire. Il décide alors de ne pas se représenter aux élections de mai 1948 qui sont alors remportées par le parti national. Il devient brièvement président du conseil d'administration du diamant avant de devenir sénateur en décembre 1948.

## Ministre de la santé
À la mort soudaine du ministre de la santé, Albert Jacobus Stals en février 1951, le premier ministre Daniel François Malan lui propose d'entrer au gouvernement. Bremer accepte et se fait même élire député de Ceres où il reprend le siège de Stals. Lors des élections générales de 1953, il remporte le siège de la circonscription de Vasco.
Reconduit comme ministre de la santé, il meurt en fonction le 18 juillet 1953 .

## Hommages
L'hopital de Bellville, dans la banlieue du Cap, porte le nom de Karl Bremer Hospital depuis son inauguration le 30 juin 1956 par Jozua François Naudé.

## Sources
- SA Medical Journal, 5 septembre 1953, p. 778-779